# Apomyelois bicolorata
Apomyelois bicolorata är en fjärilsart som beskrevs av Boris Ivan Balinsky 1991. Apomyelois bicolorata ingår i släktet Apomyelois och familjen mott. Inga underarter finns listade i Catalogue of Life.